# Черниговка (Костанайская область)
Черниговка (каз. Чернигов) — село в Аулиекольском районе Костанайской области Казахстана. Административный центр Черниговского сельского округа. Код КАТО — 393651100.

## География
Село находится примерно в 18 км к востоку от районного центра, села Аулиеколь.

## История
Село было основано в 1909 году, и изначально называлось Бабковка, по фамилии землемера Бабкова. Чуть позже, когда село получило официальный статус, оно стало называться Черниговка, так как основная часть населения была переселенцами из Черниговской губернии.

## Население
В 1999 году население села составляло 1195 человек (575 мужчин и 620 женщин). По данным переписи 2009 года, в селе проживало 1047 человек (500 мужчин и 547 женщин).